# 아소카차크라

인도의 국기에 묘사된 아소카차크라의 그림.

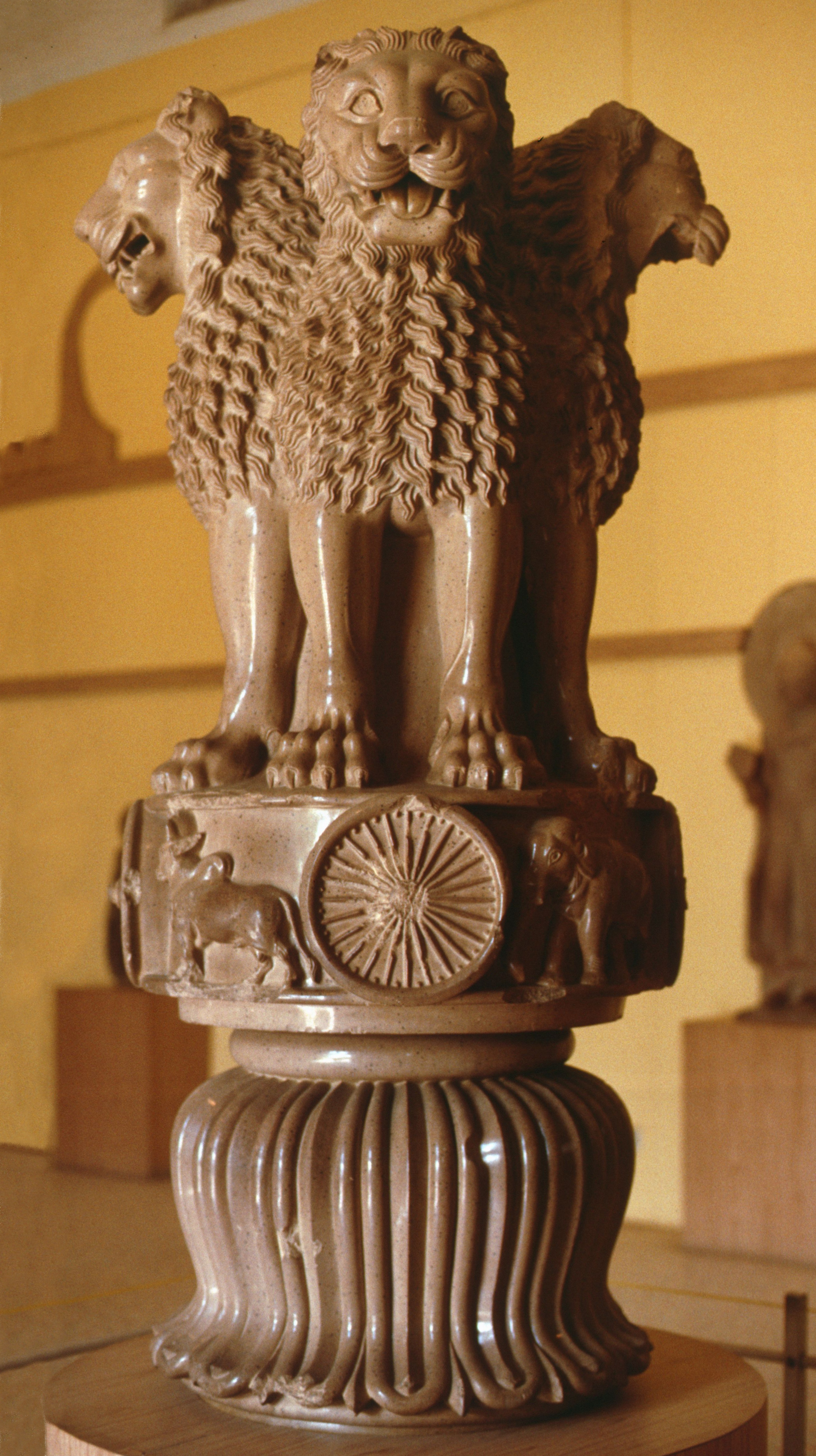
사르나트의 아소카 석주 꼭대기를 장식했던 사자주두 밑에 새겨져 있는 아소카차크라.

아소카차크라(산스크리트어: अशोकचक्रम् 아쇼카차크라)는 아소카 칙령에 주로 묘사되는 24개의 바퀴살을 지닌 법륜으로, 특히 아소카의 사자주두에서 두드러지게 나타난다. 오늘날 인도 국기의 흰색 배경 중앙에는 감색으로 된 아소카차크라가 그려져 있으며, 이 원형 아소카차크라는 국가의 진보성을 상징한다.

또한 용맹, 용감한 행동 또는 전장에서 떨어진 자기 희생으로 인도에서 수여되는 가장 평화로운 군사 훈장을 '아소카차크라'라고도 한다.

## 상징적 역사
부다가야에서 깨달음을 얻은 석가모니가 사르나트에 왔을 때 이전에 그를 버렸던 5명의 제자 앗사지, 마하나만, 콘다나, 바디아 및 밧파를 발견하자 그는 첫 번째 가르침을 그들에게 소개하여 불교의 법륜을 확립하였는데, 이 일화는 마우리아 제국의 황제 아소카가 그의 석주 위에 아소카차크라를 묘사한 계기가 되었다.
24개의 바퀴살은 석가모니와 연기(의존적 기원, 조건부 발생)가 가르치는 12개의 인과 관계를 앞뒤 순서로 나타낸다. 처음 12개의 바퀴살은 12단계의 고통을 나타내며, 다음 12개의 바퀴살은 원인이 없음을 나타낸다. 따라서 마음에 대한 인식으로 인해 정신 조건의 형성이 중지된다. 이 과정은 탄생과 죽음의 과정, 즉 열반을 멈추며, 또한 "시간의 바퀴"를 묘사한다. 해당 기호와 쌍을 이루는 12개의 인과 관계 링크는 다음과 같다.
1. 아비드야(Avidyā): 무명
2. 아산스카라(Asanskāra): 무의식적인 마음의 조건화
3. 아비즈야나(Avijñāna): 무의식
4. 나마루파(Nāmarūpa): 명색(정신적 및 육체적 존재의 구성 요소)
5. 살라야타나(Ṣalāyatana): 육감(눈, 귀, 코, 혀, 몸, 마음)
6. 스파르사(Sparśa): 촉
7. 베다나(Vedanā): 지각
8. 탄햐(Taṇhā): 갈증
9. 우파다나(Upādāna): 취[5]
10. 바바(Bhava): ~가 될
11. 자티(jati): 탄생
12. 자라마라나(Jarāmaraṇa): 노년기와 죽음 – 시체 운반

이 12개는 앞뒤로 다르마를 대표하는 총 24개의 바퀴살을 나타낸다.

## 같이 보기
- 아소카
- 인도의 국기
- 법륜
- 차크라 (동음이의)
- 베르기나의 태양